# Dmitrij Sobolew
Dmitrij Sobolew (ur. 7 sierpnia 1872 w Chripieli (Хрипели) koło Kostromy, zm. 16 marca 1949 w Charkowie) – rosyjski paleontolog i geolog, badacz geologii Gór Świętokrzyskich i ewolucji biologicznej, szczególnie głowonogów.

## Nazwisko
Pełne nazwisko uczonego brzmi Dmitrij Nikołajewicz Sobolew, w rosyjskiej ortografii przedrewolucyjnej Дмитрій Николаевичъ Соболевъ, w ortografii współczesnej Дмитрий Николаевич Соболев. Sam geolog, publikując w językach, używających alfabetu łacińskiego, zapisywał swoje nazwisko jako Sobolew, natomiast czasami spotyka się angielską transliterację z cyrylicy Sobolev. W Polsce nierzadko spotyka się spolszczoną formę Dymitr Sobolew.

## Życiorys
Syn popa, w związku z ukończeniem seminarium duchownego (w Kostromie) nie mógł zgodnie z ówczesnym prawem podjąć studiów w centralnej części Rosji. Dlatego w 1895 przyjechał do Warszawy i wstąpił na Uniwersytet Warszawski, który ukończył w 1899 jako geolog i od razu otrzymał posadę asystenta mineralogii na Warszawskim Instytucie Politechnicznym. Tytuł magistra obronił dopiero w 1911 na Uniwersytecie Moskiewskim na podstawie pracy o dewonie środkowym Gór Świętokrzyskich («Средній девонъ Кѣлецко-Сандомирскаго кряжа»). W 1914 został profesorem geologii na uniwersytecie w Charkowie, a w 1934 uzyskał tam habilitację.

## Badania naukowe

### Tematyka
Podczas pobytu w Polsce większość jego badań dotyczyła paleozoiku Gór Świętokrzyskich, ze szczególnym uwzględnieniem dewonu. Podał poprawne rozpoziomowanie stratygraficzne dewonu środkowego regionu łysogórskiego. Badał także tektonikę Gór Świętokrzyskich. Opisał również wiele gatunków kopalnych zwierząt, na przykład:
- Chonetes zeuschneri Sobolew, 1909[4] (ramienionóg dewoński, obecna nazwa Devonaria zeuschneri)[7];
- Chonetes supragibbosa Sobolew, 1909[4] (ramienionóg dewoński, obecna nazwa Dagnachonetes supragibbosus)[8];
- Dalmanella polonica Sobolew, 1909)[4] (ramienionóg dewoński, obecna nazwa Levenea polonica)[9];
- Poterioceras guerichi Sobolew, 1912[10] (głowonóg dewoński, obecna nazwa Gonatocyrtoceras guerichi)[11].

Po przeprowadzce do Charkowa tematyka jego badań objęła bardzo różne zagadnienia, w tym poszukiwania ropy naftowej i gazu ziemnego czy masowe wymierania.

### Nazwy rodzajowe goniatytów
Do istotnych prac w dorobku Sobolewa należą opracowania filogenezy goniatytów i klimenii, oparte na bardzo bogatych materiałach z dewonu górnego Gór Świętokrzyskich. Przy opisywaniu tych skamieniałości Sobolew przyjął jednak niekonwencjonalną zasadę tworzenia nazw rodzajowych, która stała w sprzeczności z ówczesnymi i obecnymi regułami nomenklatury zoologicznej. Nazwy te zostały formalnie unieważnione przez Międzynarodową Komisję Nomenklatury Zoologicznej. Z tego względu nierzadko spotyka się zapis tych nazw łacinką (czcionką zwykłą), a nie kursywą, w odróżnieniu od nazw rodzajowych utworzonych zgodnie z regułami nomenklatury zoologicznej, które zawsze zapisuje się kursywą:
- Oma-monomeroceras discoidale Sobolew, 1914 = Cheiloceras discoidale (Sobolew, 1914);
- β-Oma-dimeroceras lagowiense Sobolew, 1914 = Sporadoceras lagowiense (Sobolew, 1914)[15].

Kwestia ważności nazw rodzajowych nie ma wpływu na nazwy gatunkowe.

## Upamiętnienie
Na cześć D. Sobolewa nazwano rodzaj dewońskich goniatytów Sobolewia Wedekind, 1918 oraz gatunki Phacops sobolewi Kielan, 1954 (trylobit dewoński, obecna nazwa Pedinopariops sobolewi), Pachyphyllum sobolewi Różkowska, 1956 (dewoński koral czteropromienny, obecna nazwa Phillipsastrea sobolewi), Dimeroceras lentiforme sobolevi Kullmann, 1960 (obecna nazwa Paratornoceras sobolevi, głowonóg dewoński), Septaliphoria sobolevi Makridin, 1964 (ramienionóg jurajski), Bythocyproidea sobolevi Adamczak, 1976 (małżoraczek dewoński) i Flowerites sobolewi Dzik, 1984 (głowonóg dewoński).

## Wybrane publikacje
- Dewonskija otłożenija profilia Grzegorzowice–Skały–Włochy (1903–1904)[24]
- Srednij dewon Kielecko-Sandomirskago Kriaża (1909)[4]
- Putiewoditiel’ dlia geołogiczeskoj ekskursii w Kielecko-Sandomirskij kriaż (1911)[25]
- Nabroski po filogenii goniatitow (1914)[26]